# يفغيني كافلنيكوف
يفغيني كافلنيكوف (بالروسية: Евгений Александрович Кафельников)‏ هو لاعب كرة مضرب روسي , احترف في عام 1992 , من أهم انجازاته الحصول على لقب بطولة فرنسا المفتوحة في عام 1996 وبطولة أستراليا المفتوحة في عام 1999.